# Something to Do with My Hands
«Something to Do with My Hands» — песня американского кантри-певца Томаса Ретта, вышедшая 21 февраля 2012 года в качестве первого сингла с его дебютного студийного альбома It Goes Like This (2013). Авторами песни выступили Томас Ретт, Lee Thomas Miller и Chris Stapleton.

## История
Песня получила положительные отзывы и рецензии от музыкальных критиков и интернет-изданий, например, таких как Taste of Country, Roughstock, Country Universe.
«Something to Do with My Hands» дебютировал на позиции № 58 в американском хит-параде кантри-музыки Billboard Hot Country Songs в феврале 2012.

## Музыкальное видео
Режиссёром первого видео выступил Justin Key (премьера в феврале 2012), а второго Peter Zavadil, а премьера состоялась в апреле 2012 года.

## Чарты

### Еженедельные чарты
| Чарт (2012)                         | Высшая позиция |
| ----------------------------------- | -------------- |
| Канада (Billboard Canadian Hot 100) | 90             |
| США (Billboard Hot 100)             | 93             |
| США (Billboard Hot Country Songs)   | 15             |

### Итоговые годовые чарты
| Чарт (2012)                  | Позиция |
| ---------------------------- | ------- |
| US Country Songs (Billboard) | 69      |